# Perrogney-les-Fontaines
Perrogney-les-Fontaines är en kommun i departementet Haute-Marne i regionen Grand Est (tidigare regionen Champagne-Ardenne) i nordöstra Frankrike. Kommunen ligger i kantonen Longeau-Percey som tillhör arrondissementet Langres. År 2022 hade Perrogney-les-Fontaines 109 invånare.

## Befolkningsutveckling
Antalet invånare i kommunen Perrogney-les-Fontaines
| Referens: INSEE |